# Obrouayo Soubre
Le village d’Obrouayo dont le nom signifie en Bété les enfants d’Obrou, est situé dans le Sud-Ouest de la Côte dans le département de Soubré en Côte d'Ivoire. 

## Situation
Le  village est situé à 433 km de la ville Abidjan,  à 15 km de la ville de Soubré chef-lieu de département et à 10km du village de Yabayo. Il est délimité à l’Ouest par la forêt classée des Monts koura-Bahi, au Sud, par le fleuve Sassandra, à l’Est par le village de Badayo I et au Nord par le village de Zerigbeu. 
C'est le plus grand village de la tribu  Zipkobouo dans le Caton Brokua. 

## Population et Économie
Le village a été créé en 1964 par le regroupement de quatre villages, Bréyo, Badayo II, Zoroyo et Lokoreyo, à l’initiative du sous-préfet Yavo Victor, pour que les populations puissent bénéficier des infrastructures économiques de l’Etat et ainsi développer le village.
Le village d’Obrouayo est loti. Bagodou Seri Emile est Le chef du village d’Obrouayo. La population actuelle est estimée à 10 000 habitants. Il est électrifié, mais les infrastructures économiques et sociales sont insignifiantes et n’a pas d’eau courante alors que les besoins en eau potable sont très importants. Les pompes d'eau sont insuffisantes.  
L’agriculture est l’activité principale de la population.  Le village a un marché qui se tient tous les vendredis. Le village comprend 12 confessions religieuses (10 églises et 2 mosquées. Augustin Triffo est l'un des illustres fiels du village. 